# 苏豪卡洛
苏豪卡洛（匈牙利語：Szuhakálló）是匈牙利包尔绍德-奥包乌伊-曾普伦州所辖的一个村。总面积6.96平方公里，总人口991，人口密度142.4人/平方公里（2011年1月1日）。